# Wyspa McCinseya
Wyspa McCinseya (ang. McCinsey's Island) – amerykański film przygodowy z udziałem Hulka Hogana. W polskiej telewizji był również emitowany pod tytułem Wyspa piratów.

## Obsada
- Hulk Hogan – Joe McGray
- Robert Vaughn – Walter Denkins
- Anya Hoffmann – Sabrina
- Todd Sheeler – Billy
- Grace Jones – Alonzo Richter
- Isaac C. Singleton Jr. – Samson
- Paul Wight – "Płatek Śniegu"

i inni...